# Kernkraftritter Records
Kernkraftritter Records ist ein deutsches Plattenlabel mit Sitz in Wolfsburg. Geführt wird es von Kay Potreck.

## Hintergrund
In Discogs, einer Online-Datenbank für Diskografien von Musikern und Plattenfirmen, finden sich drei Veröffentlichungen aus dem Punk-Sektor, die vor dem ersten Werk mit Katalognummer datiert sind. Dabei handelt es sich um das Livealbum Heimkehr – Live aus dem Bunker der deutschen Punk-Band OHL (2005) sowie die Kompilationen und Tributalben Waffenbrüder (A Tribute to OHL) (für OHL, 2008) und Alle gegen Alle – A Tribute to Slime (für Slime, 2009).
Die erste Veröffentlichung mit Katalognummer ist die Live-DVD Butchered in Bertingen der deutschen Death-Metal-Band Debauchery (2012). Seit diesem Zeitpunkt liegt der Schwerpunkt des Repertoires vor allem auf Death Metal.
Unter Vertrag stehen ausschließlich Bands aus Deutschland. Das Label setzt als Tonträger sowohl auf CD als auch LP.

## Veröffentlichungen (Auswahl)
| Interpret           | Titel                                | Jahr | Genre                      | Format                   |
| ------------------- | ------------------------------------ | ---- | -------------------------- | ------------------------ |
| Andreas Budweiser   | Andreas Budweiser's Alarm            | 2017 | Thrash Metal               | CD, LP                   |
| Apallic             | Edge of Desolation                   | 2021 | Progressive Death Metal    | CD, LP                   |
| Blackest Dawn       | The New Guard                        | 2018 | Death Metal                | CD                       |
| Booze Control       | Heavy Metal                          | 2015 | Heavy Metal ‎               | CD                       |
| Damnation Defaced   | The Infernal Tremor                  | 2015 | Death Metal                | CD                       |
| Debauchery          | Butchered in Bertingen               | 2012 | Death Metal                | DVD (Livealbum)          |
| Der Fluch           | Lebendig begraben!                   | 2015 | Punk                       | DVD-/Blu-ray (Livealbum) |
| Drill Star Autopsy  | Futuremembrance                      | 2022 | Death Metal/Hardcore       | CD                       |
| Eden weint im Grab  | Tragikomödien aus dem Mordarchiv     | 2019 | Dark Metal                 | LP                       |
| Final Cry           | The Ever-Rest                        | 2022 | Thrash/Melodic Death Metal | LP                       |
| Forever It Shall Be | Destroyer                            | 2014 | Death Metal                | CD                       |
| Headshot            | 20 Years in Metal                    | 2016 | Thrash Metal               | Doppel-DVD (Livealbum)   |
| Inquiring Blood     | Morbid Creation                      | 2016 | Death Metal                | CD                       |
| OHL                 | Heimkehr – Live aus dem Bunker       | 2005 | Punk                       | CD (Livealbum)           |
| Projekt Mensch      | Herzblut                             | 2016 | Neue Deutsche Härte        | CD                       |
| Rise of Kronos      | Council of Prediction                | 2022 | Death Metal                | LP                       |
| Terrible Sickness   | Dethroned Immortality                | 2022 | Death Thrash ’n’ Roll      | 7"-Single                |
| V.A.                | Alle gegen Alle – A Tribute to Slime | 2009 | Punk                       | Doppel-CD (Kompilation)  |
| V.A.                | Waffenbrüder (A Tribute to OHL)      | 2008 | Punk                       | CD (Kompilation)         |
| Wolfs Moon          | Psycho Underground                   | 2022 | Power Metal                | CD                       |
| Xicution            | For the World Beyond                 | 2021 | Death Metal                | CD                       |